# Association européenne de sociologie
Pour les articles homonymes, voir ESA.
L'Association européenne de sociologie (en anglais : European Sociological Association, ESA) est un organisme sans but lucratif d'Europe. Cette association a pour objectif de faciliter la recherche, l'enseignement et la communication sociologiques sur les questions européennes, et de donner à la sociologie une voix dans des affaires européennes.
L'ESA est composée de plus de 1900 membres.[réf. nécessaire]

## Historique
C'est lors d'une réunion informelle pendant le congrès bisannuel de l'association autrichienne de sociologie (« Osterreichische Gesellschaft für Soziologie ») à Graz (Styrie, Autriche) en 1987, que l'idée a germé d'organiser une conférence européenne de la sociologie.
La première conférence européenne de la sociologie a eu lieu à Vienne le 27 août 1992. Elle a réuni 631 sociologues de tous les espaces d'Europe (33 pays).
Ce comité de coordination d'environ 25 personnes venues de tous les territoires d'Europe s'est réuni régulièrement au cours des trois années entre 1992 et 1995.
À la deuxième conférence européenne la sociologie à Budapest le 29 août 1995 la première réunion du conseil des représentants nationaux des associations sociologiques européennes a unanimement approuvé les statuts de l'association et de son programme des activités.

## Présidents
- 1995-1997 : Sylvia Walby, Université de Leeds,Royaume-Uni
- 1997-1999 : Martin Kohli, Université de Berlin, Allemagne
- 1999-2001 : Jiri Musil, Université de Prague, République tchèque
- 2001-2003 : Yasemin Soysal, Université d'Essex, Royaume-Uni
- 2003-2005 : J.-P. Roos, Université d'Helsinki, Finlande
- 2005-2007 : Giovanna Procacci, Université de Milan, Italie
- 2007-2009 : Claire Wallace, Université d'Aberdeen, Royaume-Uni
- 2009-2011 : Analia Torres, Institut Universitaire de Lisbonne, Portugal
- 2011-2013 : Pekka Sulkunen, Université d'Helsinki, Finlande
- 2013-2015 : Carmen Leccardi, Université de Milan-Bicocca, Italie
- 2015-2017 : Frank Welz, Université d'Innsbruck, Autriche
- 2017-2019 : Sue Scott, Honorary Professor, University of York and Visiting Professor, Helsinki University, Royaume-Uni

## Congrès
1. Vienne,  Autriche, 24 - 27 août 1992[2]
2. Budapest,  Hongrie, 30 août - 2 septembre 1995[3]
3. Essex,  Royaume-Uni, 27 - 30 août 1997[4]
4. Amsterdam,  Pays-Bas, 18 - 21 août 1999[5]
5. Helsinki,  Finlande, 28 août - 1er septembre 2001[6]
6. Murcia,  Espagne, 23 - 26 septembre 2003[7].
7. Toruń,  Pologne, 9 - 13 septembre 2005[8]
8. Glasgow,  Royaume-Uni, 3 - 6 septembre 2007
9. Lisbonne,  Portugal, 2 - 5 septembre 2009
10. Genève,  Suisse, 7 - 10 septembre 2011
11. Turin,  Italie, 28 - 31 août 2013
12. Prague,  République tchèque, 25 - 28 août 2015
13. Athènes,  Grèce, 29 août - 1er septembre 2017
14. Manchester,  Royaume-Uni, 20-23 août 2019[9]